# Ангиопротекторы
Ангиопроте́кторы — группа лекарственных средств (код АТХ C05.), имеющих большое значение в комплексной терапии различных заболеваний сердечно-сосудистой системы. В российской классификации лекарственных препаратов в данную группу относят также корректоры микроциркуляции.
Ангиопротекторы имеют различные механизмы действия, при этом главные роли играют ингибирование гиалуронидазы, торможение биосинтеза простагландинов, антибрадикининовая активность и другие факторы.
Эти лекарства обладают общей спазмолитической активностью, вызывают расширение сосудов, улучшают микроциркуляцию, нормализуют реологические свойства крови и проницаемость сосудов (увеличивают резистентность капилляров), уменьшают отёчность тканей и активируют метаболические процессы в стенках кровеносных сосудов.
Ангиопротекторы нашли широкое применение при лечении различных ангиопатий — диабетических (в том числе ретинопатий, нефропатий, поражений церебральных и коронарных сосудов, сосудов нижних конечностей и др.), ревматических и ревматоидных (нарушения проницаемости сосудов и др.), атеросклеротических поражений сосудов, заболеваний вен с застойными и воспалительными явлениями (включая варикозные расширения), а также при трофических язвах и других патологических процессах.
Ангиопротекторное (или капилляропротекторное) действие оказывают витамины (рутин, аскорбиновая кислота), глюкокортикоиды и, особенно, нестероидные противовоспалительные препараты (НПВП), пармидин, этамзилат, кальция добезилат, трибенозид, троксевазин, препараты плодов конского каштана (эскузан, эсфлазид, репарил) и другие.